# Aimeric (troubadour)
Aimeric, sans surnom, est un troubadour du XIIIe siècle, contemporain de Blacatz (ca 1200-1236). Il ne faut pas le confondre avec Aimeric de Belenoi, Aimeric de Peguillan ou Aimeric de Sarlat. Il a composé une tenson avec Peire del Poi dont Blacatz est choisi pour juge.